# Gradina Donja
Gradina Donja je naseljeno mjesto u sastavu općine Bosanska Dubica, Republika Srpska, BiH.

## Stanovništvo
| Gradina Donja      |              |
| godina popisa      | 1991.        |
| Srbi               | 273 (94,46%) |
| Hrvati             | 6 (2,08%)    |
| Muslimani          | 0            |
| Jugoslaveni        | 4 (1,38%)    |
| ostali i nepoznato | 6 (2,08%)    |
| ukupno             | 289          |